# Henri Högberg
Henri Högberg, född 19 juni 1932 i Umeå, död 31 augusti 2014, var en svensk författare och journalist. Hans debutroman Rytarens röst har beskrivits som en av det svenska sextiotalets märkligaste debutromaner, och han har jämförts med bland annat Claude Simon och William Faulkner.

## Biografi
Högberg föddes 1932 i Umeå, där han bodde till mitten av 1950-talet. Han blev under 1960-talet vän med författaren Sture Dahlström. 1966 inledde han sin författarkarriär med att skriva erotiska romaner och noveller under pseudonym. Hans debutroman Rytarens röst, som gavs ut 1967 på Norstedts, beskrevs av Anderz Harning i Göteborgs-Tidningen som en av "sextiotalets märkligaste debutromaner" i den svenska litteraturen. Han följde upp debuten med Två gram ljus (1971) och Snön fortsätter att falla (1974). Caj Lundgren jämförde honom, i hans skildringar av "verklighetens mest groteska och svåruthärdliga sidor", med bland annat Claude Simon och William Faulkner, och han gjorde sig känd som en djärvt experimentell författare och för sina skildringar av död och förruttnelse.
Högberg skrev ihop med Bengt Bratt manuset till tv-serien Friställd (1969), men efter sina tre romaner ägnade han sig främst åt journalistik. Under slutet av sitt liv bodde han på Österlen, där han tillsammans med hustrun Inga Lill Högberg gav ut tidskriften På Österlen (1993–2012), samt drev förlag och antikvariat. 1988 gav han ut en handbok, Slöjda sömma bär din egen friluftsutrustning och 2005 en artikelsamling, Om hytlensk prytningk och permutationer.
Högberg dog 2014 och är begravd på Södra Mellby kyrkogård.